# Преминаване през Беринговия проток
Преминаването през Беринговия проток може да бъде осъществено чрез изграждане на мост или тунел, разположен между полуостров Чукотка, Русия и полуостров Сюард, САЩ.
Проектът би осигурил транспортна връзка, свързваща Азия и Америка, въпреки че в тези части на Аляска и Руския Далечен изток има слабо развита инфраструктура.

## Идеи за име
Има предложения за име на проекта от хора, телевизионни канали, списания и др. Мостът е наричан Международен мост на мира и Евразийско-американска транспортна връзка. Предложените имена за тунел са ТКМ световна връзка и Американско-азиатски тунел на мира.

## Тунел
През април 2007 г. Руското правителство официално съобщава на пресата, че ще направи проект за $65 млрд. за консорциум от компании, за да построи тунел под Беринговия проток.

## Мост
Заради двата Диомидови острова в Беринговия проток 2-те страни могат да се свържат с 3 моста. 2 дълги моста, от почти 40 км, могат да свържат бреговете от всяка страна с островите, и 3-ти, много по-къс, да свърже самите острови, образувайки почти 80 км. Всеки от двата дълги моста ще е по-къс от моста Дзяоджоуски залив – най-дългия в света (41,58 км). Конструкцията на такъв мост би се изправила пред невиждано проектиране, политически и финансови предизвикателства.

### Предизвикателства

#### Технически
Дълбочината на водите представлява предизвикателство, въпреки че протокът не е по-дълбок от 55 м. Приливите, отливите и теченията в района не са силни. Въпреки това пътят би лежал много близо до Северния полярен кръг, което означава дълги, тъмни зими и екстремни температури (средната зимна температура пада до -20 °C, с възможност да достигне -50 °C), което би направило строежа невъзможен за 5 месеца в годината. Времето също поставя под изпитание и откритата стомана. В проекта на Лин бетон покрива цялата структура, за да опрости поддръжката и да осигури допълнително укрепване. Освен това, въпреки че няма айсберги в Беринговия проток, ледени късове с дебелина до 2 м са в постоянно движение през някои сезони, което произвежда сили до 5000 тона или повече върху даден стълб.

#### Икономически
През 1994 г. Лин определя цената на моста на „няколко милиарда долара“. Пътищата и железопътните линии от всяка страна са определени да струват $50 милиарда. Лин съпоставя това с цената на петролните ресурси, „струващи трилиони“. Extreme Engineering, предаване по „Дискавъри Ченъл“, определя цената на магистралата, електрифицирана двойна железопътна линия и тръбопроводи на $105 млрд. - 5 пъти повече отколкото на 50-километровия Тунел под Ла Манша.
Това изключва цената на новите пътища и железопътни линии, които ще достигнат моста. Настрана от очевидните технически предизвикателства за построяването през протока на 2 моста по 40 километра или тунел, дълъг повече от 80 км, друго голямо предизвикателство е, че от 2-те страни няма близка инфраструктура, с която да се свърже съоръжението (мост или тунел). Руската страна всъщност страда от огромна липса на инфраструктура, без никакви асфалтирани пътища или железопътни линии на повече от 3200 км от протока. От американската страна ще са нужни поне 800 км магистрали и железопътни линии, за да свърже съоръжението с американската транспортна връзка.
Американска страната е спряла строежа по проект, свързващ Ном, Аляска (на 100 мили от протока) с останалата част на континента, за асфалтиран път поради много високата цена ($2,3 до $2,7 милиарда, или около $3,8 млн. на километър).